# Dennis A. Murphy Trophy
Dennis A. Murphy Trophy byla hokejová trofej udělovaná každoročně nejlepšímu obránci ligy World Hockey Association. Trofej byla pojmenována po Dennis A. Murphyovi, zakladatel WHA. Pouze J. C. Tremblay získal tuto trofej dvakrát.

## Držitelé Dennis A. Murphy Trophy
| Rok       | Jméno             | Tým                 |
| --------- | ----------------- | ------------------- |
| 1978/1979 | Rick Ley          | New England Whalers |
| 1977/1978 | Lars-Erik Sjöberg | Winnipeg Jets       |
| 1976/1977 | Ron Plumb         | Cincinnati Stingers |
| 1975/1976 | Paul Shmyr        | Cleveland Crusaders |
| 1974/1975 | J. C. Tremblay    | Quebec Nordiques    |
| 1973/1974 | Pat Stapleton     | Chicago Cougars     |
| 1972/1973 | J. C. Tremblay    | Quebec Nordiques    |